# رولا
شهر رولا (به آلمانی: Ruhla) در ایالت تورینگن در کشور آلمان واقع شده‌است.